# Comuna Babîn, Hoșcea
Babîn (în ucraineană Бабин) este o comună în raionul Hoșcea, regiunea Rivne, Ucraina, formată din satele Babîn (reședința) și Pidliskî.

## Demografie
Componența lingvistică a comunei Babîn
     Ucraineană (98,54%)
     Rusă (1,27%)
     Alte limbi (0,15%)
Conform recensământului din 2001, majoritatea populației comunei Babîn era vorbitoare de ucraineană (98,54%), existând în minoritate și vorbitori de rusă (1,27%).